# Surinam na Letnich Igrzyskach Paraolimpijskich 2012
Surinam na Letnich Igrzyskach Paraolimpijskich 2012 reprezentował 1 zawodnik.
Dla reprezentacji Surinamu był to trzeci start w igrzyskach paraolimpijskich (poprzednio w 2004 i 2008 roku). Dotychczas żaden zawodnik nie zdobył paraolimpijskiego medalu.

## Kadra

### Lekkoatletyka
Konkurencje biegowe
| Zawodnik      | Konkurencja | Kwalifikacje | Kwalifikacje | Finał                  | Finał                  |
| Zawodnik      | Konkurencja | Wynik        | Poz.         | Wynik                  | Poz.                   |
| ------------- | ----------- | ------------ | ------------ | ---------------------- | ---------------------- |
| Biondi Misasi | 100m T13    | 11.92m       | 7.           | nie zakwalifikował się | nie zakwalifikował się |

Konkurencje techniczne
| Zawodnik      | Konkurencja    | Finał | Finał |
| Zawodnik      | Konkurencja    | Wynik | Poz.  |
| ------------- | -------------- | ----- | ----- |
| Biondi Misasi | Skok w dal F13 | 6.06m | 7.    |